# Михримах Султан
Михримах Султан (21 март 1522 – 25 януари 1578) е дъщеря на Султан Сюлейман I Великолепни и неговата съпруга Хюррем Султан. Родена е в Константинопол.

## Име
Името ѝ се произнася Mihr-î-Mâh, което означава „Слънце“ и „Луна“.

## Живот
Михримах често пътувала заедно с баща си Султан Сюлейман из земите на Османската империя по време на военните му походи. Дори в персийската литература се споменава нейното име като свидетел на едни от най-важните победи на баща си.
На 26 ноември 1539 г., когато е само на 17 години, Михримах е омъжена за Рюстем паша (1505 – 1561). Има една дъщеря. Този брак обаче не прави Михримах щастлива и тя продължава да съпровожда баща си в походите му.
Също като майка си Хюррем, Михримах изиграва важна роля в политическите отношения на империята. Именно тя насърчава Сюлейман I да започне кампанията срещу Малтийския орден, като заявява, че ще поеме разходите за построяване на 400 галери. Подобно на майка си тя изпраща доста писма до полския крал Сигизмунд. Дава голяма сума на брат си Султан Селим и играе ролята на Валиде султан по време на неговото управление, тъй като майка им Хюррем Султан умира преди да види сина си на трона.
Валиде султанките са имали достъп до значителни ресурси от хазната на империята и често финансирали големи архитектурни проекти. Най-известните постройки на Михримах Султан са два комплекса джамии в Истанбул, които носят нейното име и които са проектирани от личния архитект на баща ѝ – Мимар Синан.
1. ↑  islamansiklopedisi.org.tr